# CoA-glutatione reduttasi
La CoA-glutatione reduttasi è un enzima appartenente alla classe delle ossidoreduttasi, che catalizza la seguente reazione:
CoA + glutatione + NADP+ ⇄ CoA-glutatione + NADPH + H+
È una flavoproteina. Il substrato è un disolfuro misto. Può essere identico a EC 1.8.1.9 tioredossina-disolfuro reduttasi.